# Paul Gusty

Paul Gusty

Paul Gusty (n. 1859, București - d. 1944, Făgăraș, Brașov) a fost un regizor român.

## Biografie
A fost elev al lui Alexandre Gatineanu, cel care a introdus funcția de regizor în teatrul românesc. S-a format în special la școala realistă a teatrului german și în contact strâns cu vederile realiste profesate de Ion Luca Caragiale. De-a lungul celor aproape 60 de ani cât a fost director de scenă la Teatrul Național din București, Gusty s-a manifestat cu o deosebită rigoare în realizarea unor imagini veridice, atât în montarea comediei, cât și în a tragediei clasice sau a dramei moderne. Au rămas memorabile spectacolele: O scrisoare pierdută de Caragiale, Revizorul de Gogol, Azilul de noapte de Maxim Gorki, Institutorii de Otto Ernst, Prostul de Ludwig Fulda etc., în a căror punere în scenă Gusty a reliefat cu forță mesajul dramatic al pieselor. Lui Gusty i se datoreză în mare măsură înscrierea în repertoriul Teatrului național și punerea în scenă a unor drame și comedii de Shakespeare, a unor piese de Ibsen, iar îndată după Primul Război Mondial a dramaturgiei realist-critice ruse (Tolstoi, Cehov). Gusty a apărat cu energie creația realistă în arta regizorală din România în condițiile în care începuse să se afirme formalismul. Paralel cu activitatea regizorală, el a tradus și a adaptat numeroase piese de teatru străine și a scris librete de operetă.
Aristul a decedat în anul 1944 și a fost incinerat.